# 圣桑福里安德布瓦
圣桑福里安德布瓦（法語：Saint-Symphorien-des-Bois，法語發音：[sɛ̃ sɛ̃fɔʁjɛ̃ de bwa]）是法国索恩-卢瓦尔省的一个市镇，属于沙罗勒区。

## 地理
圣桑福里安德布瓦（46°20'2"N, 4°17'1"E）面积10.65 平方千米，位于法国勃艮第-弗朗什-孔泰大區索恩-卢瓦尔省，该省份为法国中部省份，北起顺时针与科多尔省、汝拉省、安省、罗讷省、卢瓦尔省、阿列省和涅夫勒省接壤。
与圣桑福里安德布瓦接壤的市镇（或旧市镇、城区）包括：迪约、阿芒泽、博德蒙、布里奥奈地区科隆比耶、屈尔比尼、布里奥奈地区圣日耳曼、瓦雷耶。

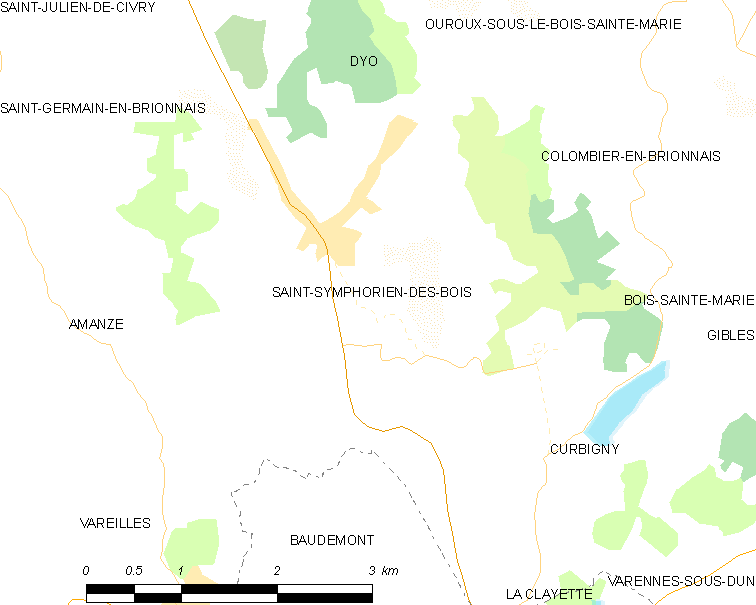
圣桑福里安德布瓦的OSM定位图

圣桑福里安德布瓦的时区为UTC+01:00、UTC+02:00（夏令时）。

## 行政
圣桑福里安德布瓦的邮政编码为71800，INSEE市镇编码为71483。

## 政治
圣桑福里安德布瓦所属的省级选区为绍法耶县。

## 人口

1962-2008年间圣桑福里安德布瓦人口变化图示

圣桑福里安德布瓦于2022年1月1日时的人口数量为412人。